# عنقودية أذينية
عنقودية أذينية (الاسم العلمي:Staphylococcus auricularis) هي نوع من البكتيريا تتبع جنس العنقودية من فصيلة المكورات العنقودية.